# Eric Boe
Eric Allen Boe (Miami, 1 oktober 1964) is een Amerikaans ruimtevaarder. Boe zijn eerste ruimtevlucht was STS-126 met de spaceshuttle Endeavour en vond plaats op 14 november 2008. Tijdens de missie werd de Multi-Purpose Logistics Module Leonardo naar het Internationaal ruimtestation ISS gebracht.  Deze module zat vol met nieuwe onderdelen en voorraad.
Boe maakte deel uit van NASA Astronautengroep 18. Deze groep van 17 ruimtevaarders begon hun training in 2000 en had als bijnaam The Bugs. 
In totaal heeft Boe twee ruimtevluchten op zijn naam staan. Hij is een van de vier astronauten die sinds 2015 trainen en feedback geven aan ruimtevaartuig-ontwikkelaars Boeing en SpaceX in het kader van NASA’s Commercial Crew programma. Op 3 augustus 2018 werd bekendgemaakt dat Boe geselecteerd was voor de eerste bemande testvlucht (Boe-CFT) van de Boeing Starliner. Op 22 januari 2019 werd echter bekendgemaakt dat Boe om medische redenen niet in staat wordt geacht te kunnen vliegen. Hij wordt vervangen door Michael Fincke. Boe neemt ondertussen Finckes plaats over als the assistant of the chief for Commercial Crew in The Astronaut Office van het Johnson Space Center.
1. ↑  (en) NASA Announces Updated Crew Assignment for Boeing Flight Test, NASA, 22 januari 2019. Gearchiveerd op 10 november 2022.